# Курганы (Калужская область)
Курганы — деревня в Износковском районе Калужской области России. Входит в сельское поселение «Деревня Алексеевка»

## География
Находится у Варшавского шоссе, у поворота на Износки.
Рядом — Рудинка, Чернышовка, Бурцево и Косьмово.

## Население
| 2002 | 2010 |
| ---- | ---- |
| 49   | ↘47  |

## История
В 1782-м году пустоши Курганы и Булатовка Морозовской волости.
В XIX веке Курганы — постоялый двор на Варшавском шоссе.